# 358. pěší divize (Wehrmacht)
358. pěší divize (německy 358. Infanterie-Division) byla pěší divize německé armády (Wehrmacht) za druhé světové války.

## Historie
Divize byla založena 10. března 1940 v rámci 9. mobilizační vlny v Krakově, který byl součástí Generálního gouvernementu. Divize byla 1. června 1940 přeložena do říše a od 6. června do 9. srpna byla podřízena vrchnímu velitelství německých ozbrojených sil v Belgii a severní Francii. 23. srpna 1940 byla 358. pěší divize zrušena.

## Velitelé
| Datum           | Hodnost        | Jméno       |
| --------------- | -------------- | ----------- |
| 10. březen 1940 | generálporučík | Rudolf Pilz |

## Členění
| Členění 358. pěší divize      |
| ----------------------------- |
| Infanterie-Regiment 644       |
| Infanterie-Regiment 645       |
| Infanterie-Regiment 646       |
| Kanonen-Batterie 358          |
| Aufklärungs-Schwadron 358     |
| Nachrichten-Kompanie 358      |
| Divisions-Nachschubführer 358 |